# Rhododendron vellereum
Rhododendron vellereum är en ljungväxtart som beskrevs av John Hutchinson och Tagg. Rhododendron vellereum ingår i släktet rododendron, och familjen ljungväxter. Inga underarter finns listade i Catalogue of Life.